# Herman Bavinck
Herman Bavinck (13 décembre 1854, Hoogeveen, Drenthe - 29 juillet 1921, Amsterdam) est un pasteur et théologien néerlandais.

## Biographie

### Premières années
Bavinck est né dans la ville de Hoogeveen aux Pays-Bas d'un père allemand. Il commence par aller à l'école théologique à Kampen, puis va à celle de Leyde pour approfondir ses connaissances. Il est diplômé en 1880 à Leyde après avoir réalisé un mémoire sur Ulrich Zwingli.
Un an plus tard, Bavinck devient professeur de dogmatique au séminaire théologique de Kampen. Pendant qu'il enseigne dans ce séminaire, une nouvelle dénomination orthodoxe (Gereformeerde Kerk) se sépare de l'église officielle hollandaise (Nederlandse Hervormde Kerk), plus libérale, ce sous la conduite d'Abraham Kuyper.

### Déplacement à Amsterdam
Malgré ses bouleversements, Bavinck poursuit ses cours et ses recherches et publie des écrits qui lui apportent une certaine notoriété comme théologien calviniste orthodoxe.
La récente Université Libre d'Amsterdam, fondée sous la direction d'Abraham Kuyper, a été conçue pour être un bastion de l'enseignement réformé et néo-calviniste dans tous les domaines de la pensée. L'Université Libre comprend une faculté de théologie pour la formation des ministres du culte qui, à la différence du séminaire de Kampen, est totalement indépendante de l'État néerlandais et de toutes confessions protestantes. Bavinck, quand il est appelé à rejoindre l'Université Libre, hésite à enseigner et à poursuivre ses recherches théologiques dans un environnement théologique aussi libre et indépendant. De plus, avec Kuyper dans la même faculté, il se serait retrouvé en train de traiter le même domaine que cet illustre théologien.
Après avoir refusé de nombreuses fois l'invitation d'Abraham Kuyper de venir à Amsterdam, Bavinck finit par accepter son appel. En 1902, Kuyper voulant s'investir dans de nouveaux domaines, il recherche le meilleur homme pour le remplacer et choisit Bavinck. Celui-ci succède alors à Abraham Kuyper comme professeur de théologie à l'Université Libre d'Amsterdam. À ce moment-là, Bavinck venait de publier la première édition de sa "Dogmatique réformée" (en plusieurs volumes et encore réédité de nos jours). Bavinck reste à l'Université Libre jusqu'à la fin de sa carrière d'enseignant. En 1911, il devient sénateur au parlement néerlandais dans les rangs du parti fondé par Abraham Kuyper, le parti anti-révolutionnaire (Anti-Revolutionaire Partij ou ARP). Il encourage les protestants réformés à construire leurs propres écoles, sans l'aide financière de l'État.
En 1908, il voyage aux États-Unis et donne un enseignement aux "Stone Lectures" au Séminaire théologique de Princeton.

## Œuvres
Son travail le plus important est une "dogmatique réformée dogmatique" en quatre parties dont le premier volume parait en 1895. La dernière édition mise à jour par Bavinck de cet ouvrage est publiée dans les années 1906-1911. Sa dogmatique donne une vue d'ensemble de l'enseignement biblique du point de vue réformé. C'est surtout dans le domaine de l'inspiration de la Bible que Bavinck explore de nouvelles voies. Il développe l'idée de l'inspiration organique de la Bible, essayant ainsi d'harmoniser l'autorité divine de la Bible avec l'évolution des méthodes d'étude et de l'exégèse bibliques. Il considère que les notions traditionnelles sur l'inspiration divine de la Bible n'en faisaient qu'une "mécanique".
Le professeur Bavinck écrit aussi beaucoup sur les questions éducatives.
Bavinck n'est pas un homme à l'esprit étroit. Contrairement à beaucoup de ses collègues et de membres de l'église , il a beaucoup de contacts avec les dissidents. Il s'est opposé à la révocation du pasteur Netelenbos, coupable d'avoir accepté de prêcher dans une église réformée libérale. En 1919, il s'oppose également à une lettre synodale qui met les fidèles en garde contre les péchés associés au théâtre, à la danse et au jeu de cartes, demandant à ses collègues membres du synode pourquoi le texte ne disait rien sur les péchés des accapareurs et des spéculateurs qui avaient tiré profit des pénuries au cours de la Première Guerre mondiale.
Son discours rectoral sur "La catholicité du christianisme et de l'Église" de 1888 est également resté célèbre. Bavinck y suggère que l'église dans sa forme visible est plurielle en raison de notre compréhension limitée des choses de la Bible.

## Source
- (en) Cet article est partiellement ou en totalité issu de l’article de Wikipédia en anglais intitulé « Herman Bavinck » (voir la liste des auteurs).

- (nl) Cet article est partiellement ou en totalité issu de l’article de Wikipédia en néerlandais intitulé « Herman Bavinck » (voir la liste des auteurs).